# Chi Hoàng kỳ
Chi Hoàng kỳ (danh pháp khoa học: Astragalus) là một chi thực vật lớn gồm khoảng 3.000 loài cây thân thảo và cây bụi nhỏ, thuộc phân họ Faboideae, họ Đậu (Fabaceae). Đây là chi lớn nhất về số loài đã được mô tả. Đây là những loài cây miền ôn đới và cận nhiệt tại Bắc Bán Cầu. Một số loài Vicia cũng tương tự về ngoại hình, nhưng chúng giống cây leo hơn.

## Một số loài tiêu biểu
- Astragalus aestivorum Podlech
- Astragalus alopecuroides L.
- Astragalus amatus Clos
- Astragalus arequipensis Vogel
- Astragalus arnottianus (Gill. ex Hook. & Arn.)Reiche
- Astragalus alpinus (L.) E.Sheld.
- Astragalus balearicus Chater
- Astragalus bellus (Kuntze) R.E.Fr.
- Astragalus berteri Colla
- Astragalus berterianus (Moris) Reiche
- Astragalus bustillosii Clos
- Astragalus cachinalensis Phil.
- Astragalus chamissonis (Vogel) Reiche
- Astragalus coccineus
- Astragalus confinis Johnst.
- Astragalus coquimbensis (Hook. & Arn.) Reiche
- Astragalus cruckshanksii (Hook. & Arn.) Griseb.
- Astragalus cryntanthus Wedd.
- Astragalus cryptobothrys Johnst.
- Astragalus curvicaulis (Clos) Reiche
- Astragalus darumbium (Bertero) Clos
- Astragalus dodtii Phil.
- Astragalus domeykoanus (Phil.) Reiche
- Astragalus edmonstonei (Hook.) B.L.Rob.
- Astragalus faurei Maire
- Astragalus germainii Phil.
- Astragalus glaux L.
- Astragalus glycyphyllos
- Astragalus gummifer
- Astragalus incanus L.
- Astragalus layneae
- Astragalus limariensis Muñoz
- Astragalus looseri Johnst.
- Astragalus lusitanicus
- Astragalus magellanicus Gómez-Sosa
- Astragalus massiliensis
- Astragalus micranthellus Wedd.
- Astragalus minimus Vogel
- Astragalus minutissimus Wedd.
- Astragalus monspessulanus L.
- Astragalus monteroi Johnst.
- Astragalus monticola Phil.
- Astragalus nitidiflorus Jiménez & Pau
- Astragalus nivicola Gómez-Sosa
- Astragalus norvegicus Weber
- Astragalus nudus Clos
- Astragalus orthocarpus Johnst.
- Astragalus palenae (Phil.) Reiche
- Astragalus paposanus Johnst.
- Astragalus patagonicus (Phil.) Speg.
- Astragalus pehuenches Niederl.
- Astragalus pelecinus (L.) Barneby
- Astragalus penduliflorus Lam.
- Astragalus pississii (Phil.) Johnst.
- Astragalus pusillus Vogel
- Astragalus reichei Speg.
- Astragalus schinetorum Barneby
- Astragalus sempervirens Lam.
- Astragalus triflorus (DC.) A.Gray
- Astragalus vagus (Clos) Reiche
- Astragalus valerianensis Johnst.
- Astragalus valparadiensis Speg.
- Astragalus verticillatus (Phil.) Reiche
- Astragalus vesiculosus Clos
- Astragalus werdermanii Johnst.

## Hình ảnh

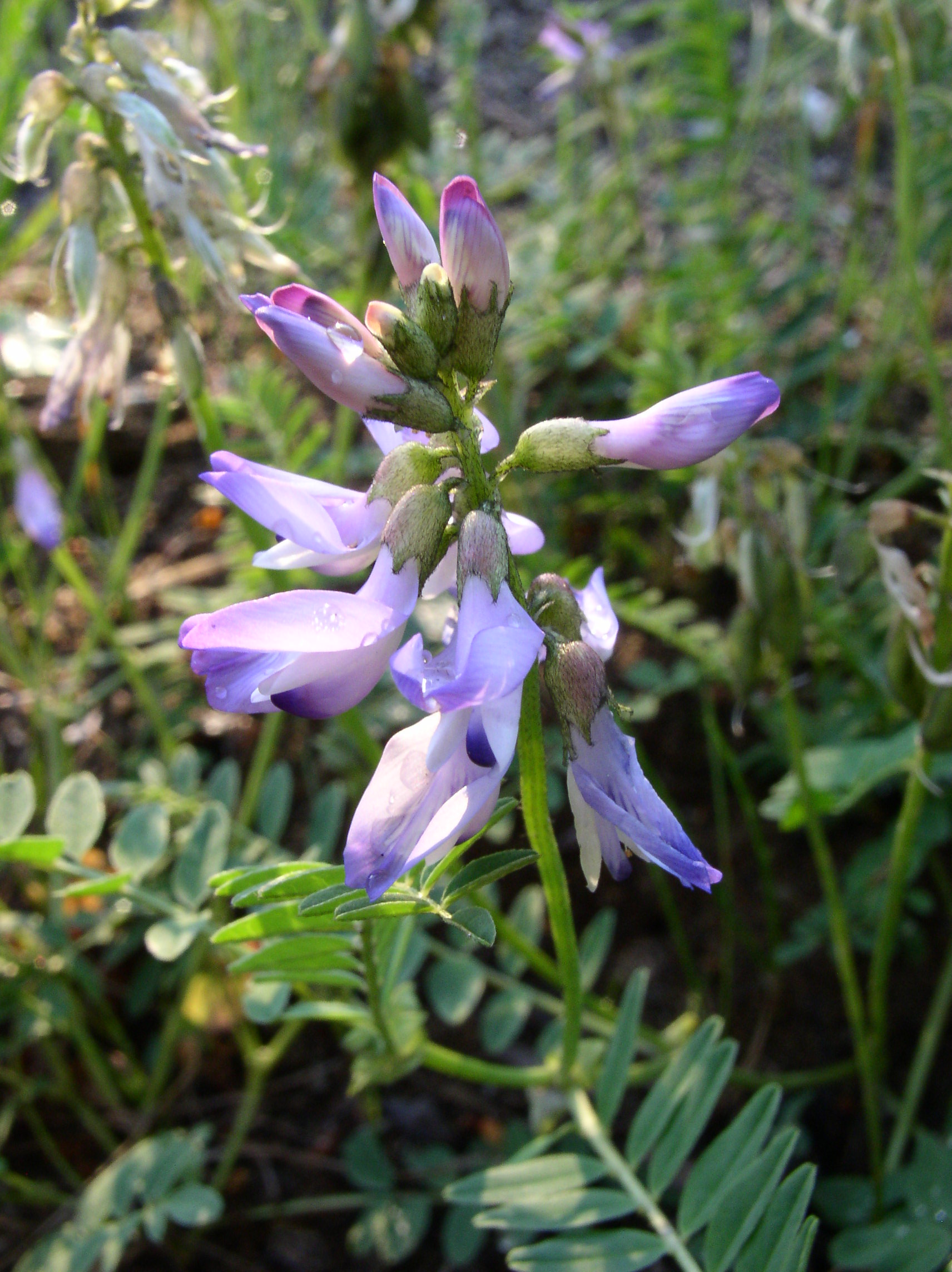
Astragalus alpinus
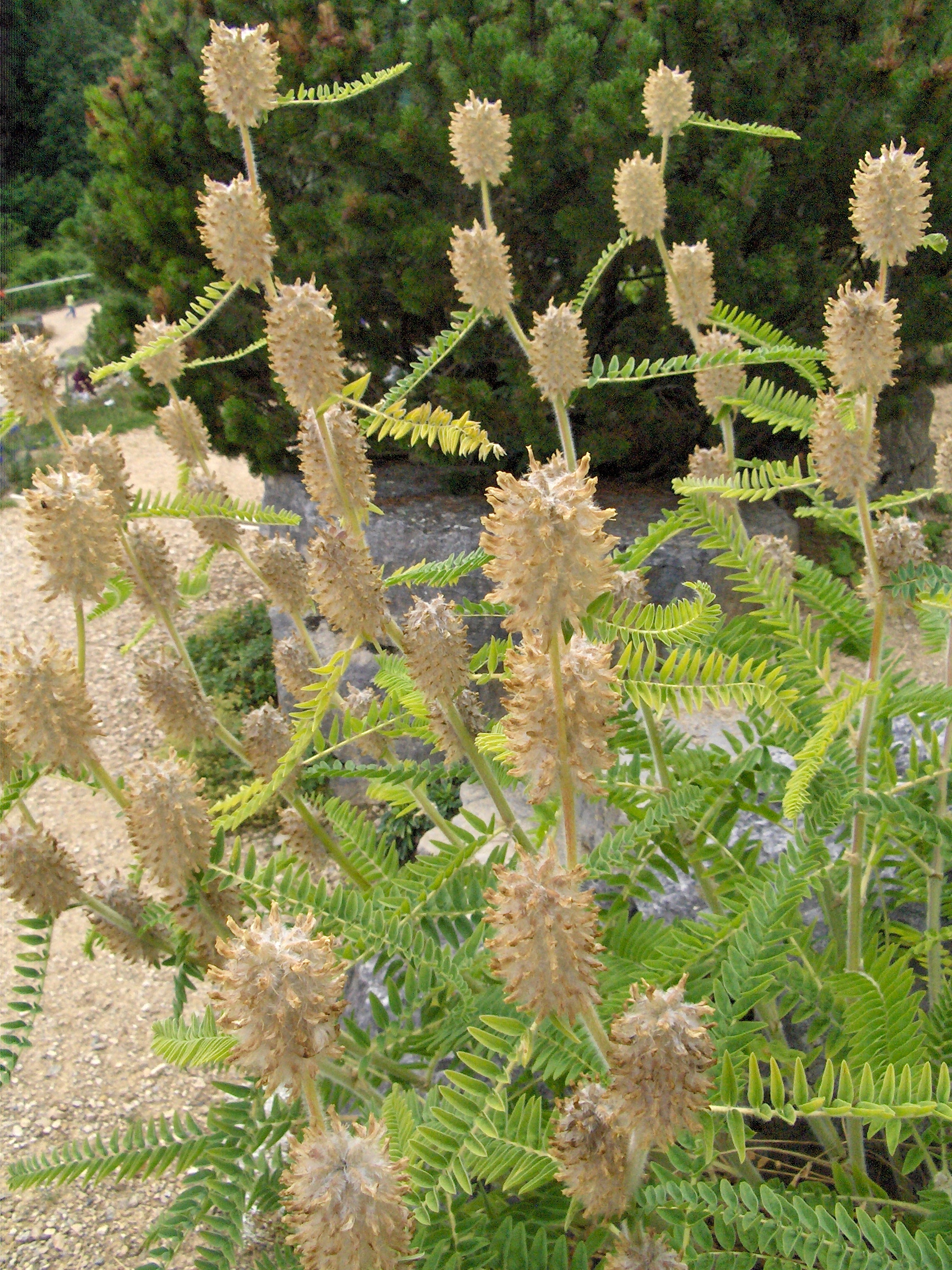
Astragalus centroalpinus
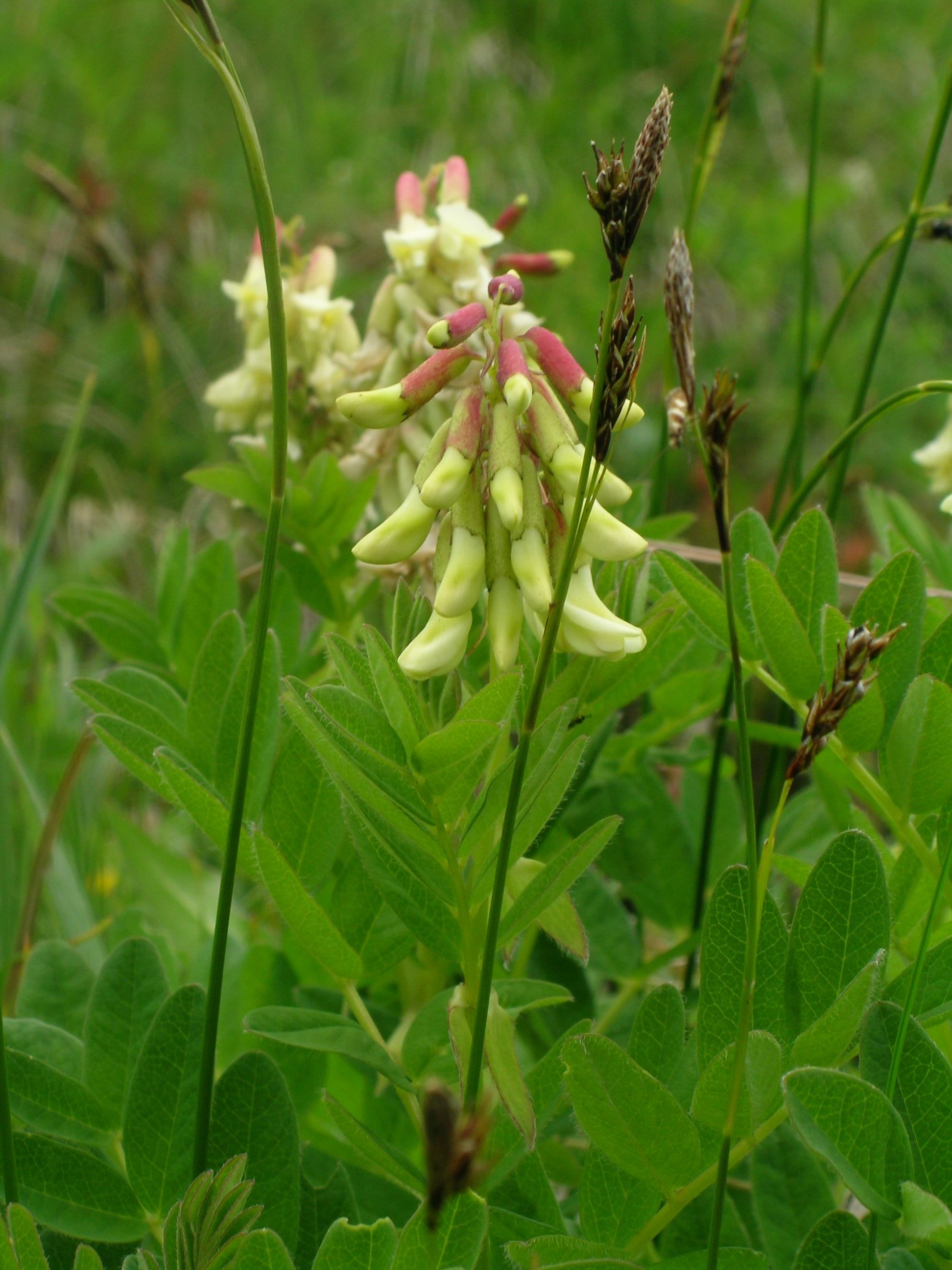
Astragalus frigidus
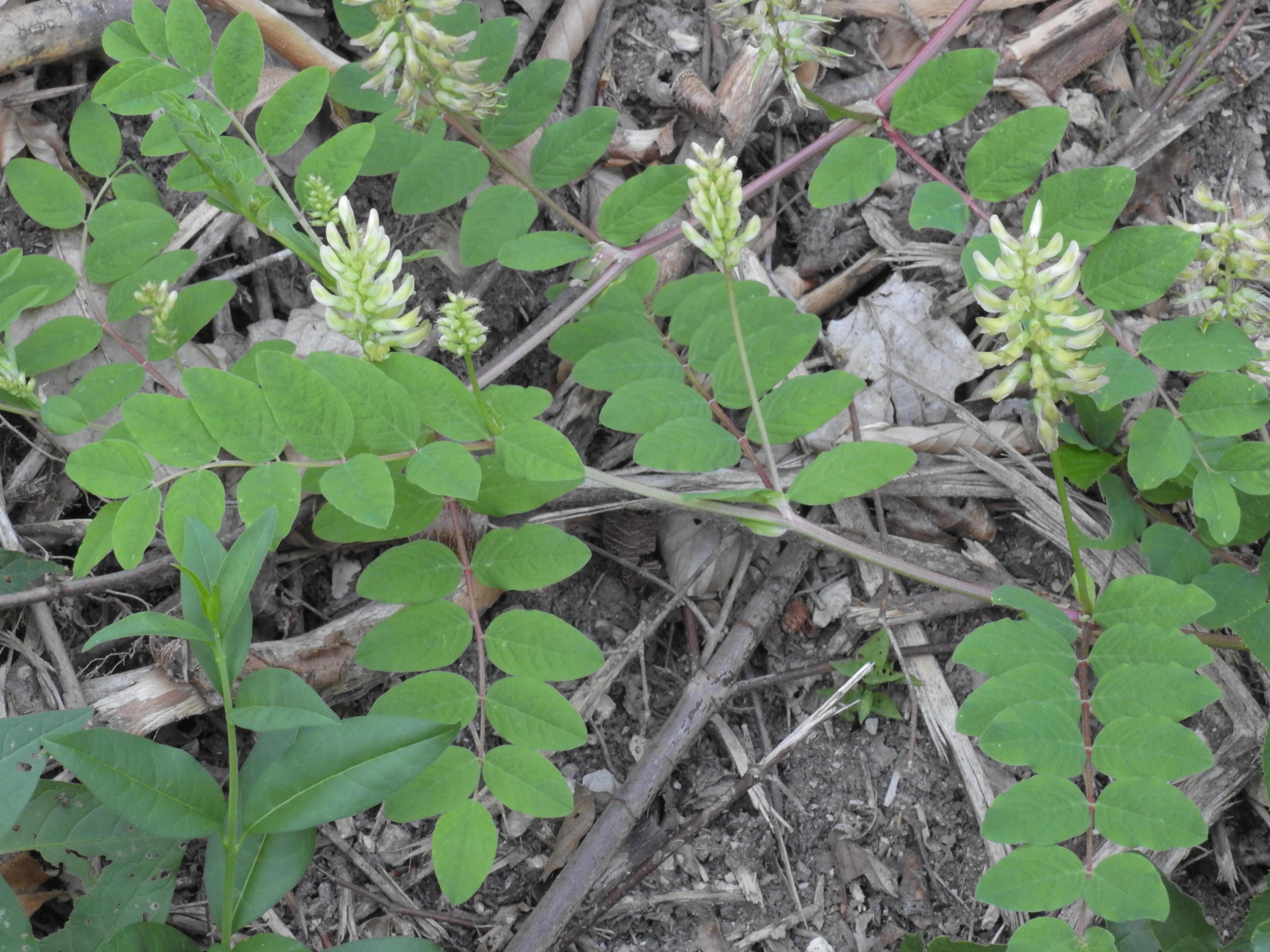
Astragalus glycyphyllos
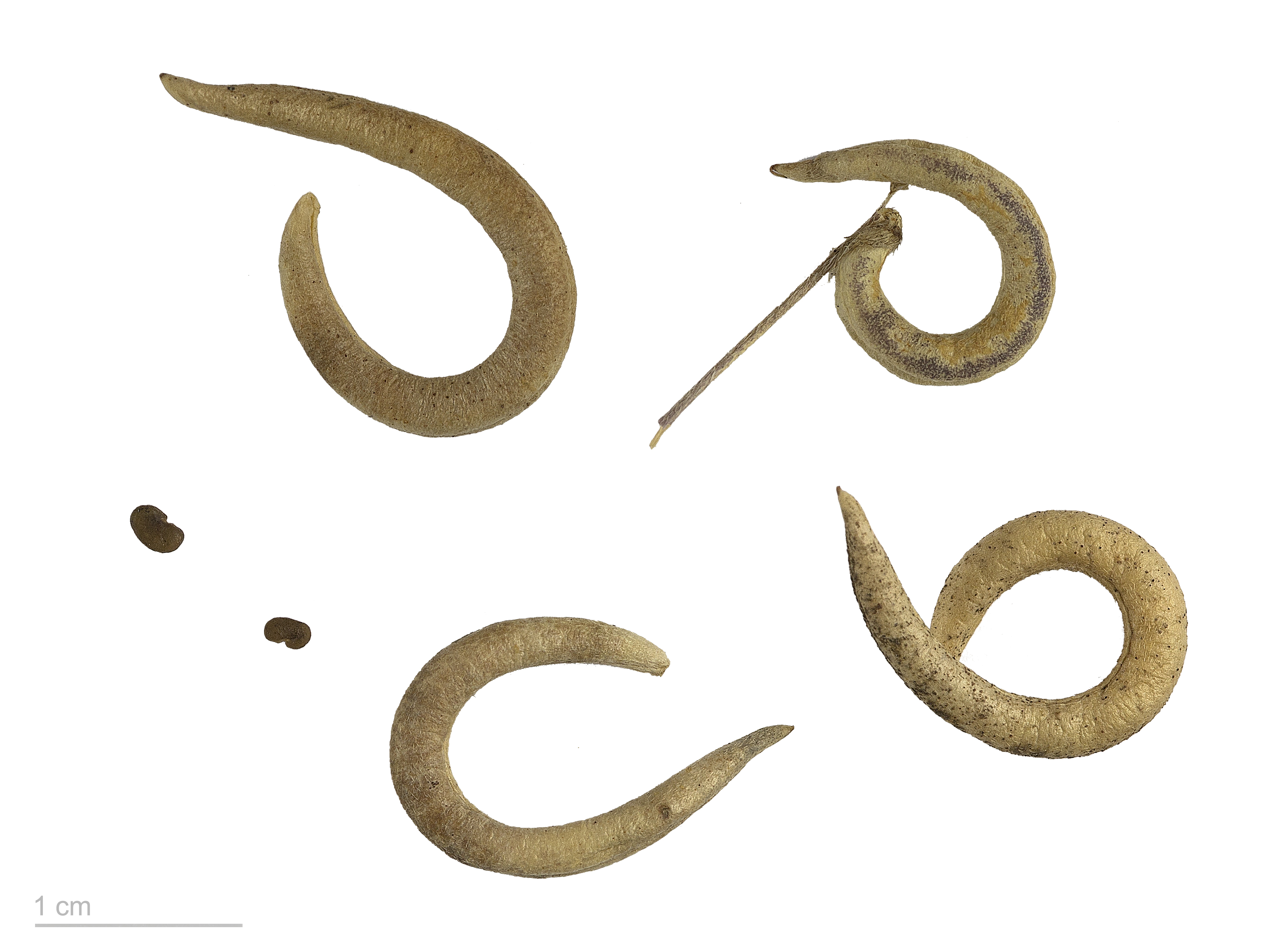
Astragalus hamosus